# Snorre Gode
Snorri Þorgrímsson eller Snorri Goði/Snore Gode (963-1031) var en fremtrædende gode på det vestlige Island, der optræder i en række sagaer. Den primære kilde til hans liv er Eyrbyggja saga, hvor han er hovedperson, men i både Njáls saga og Laxdæla saga har han også en fremtrædende rolle. Snorre var nevø Gísli Súrsson, der er helten i Gísla saga, og søn af Þorgrímr Þorsteinsson som Gísli dræbte for at få hævn for sin blodsbror.
Eyrbyggja Saga beskriver ham som "Han var en meget skarpsindig mand med usædvanlig fremsynethed, en lang hukommelse og smag for hævn. Han gav gode råd til sine venner, men hans fjender lærte at at frygte de råd, han gav." Njáls saga skriver om ham "Snorre blev betragtet som den viseste mand på Island, uden at medregne dem, som kunne se fremtiden".